# Szabadbattyán
Szabadbattyán är en ort i Ungern.   Den ligger i provinsen Fejér, i den västra delen av landet, 70 km sydväst om huvudstaden Budapest. Szabadbattyán ligger 110 meter över havet och antalet invånare är 4 492.
Terrängen runt Szabadbattyán är platt. Runt Szabadbattyán är det ganska glesbefolkat, med 42 invånare per kvadratkilometer. Närmaste större samhälle är Székesfehérvár, 8,5 km norr om Szabadbattyán. Trakten runt Szabadbattyán består till största delen av jordbruksmark.